# Trung tâm Thể thao Olympic Trùng Khánh
Trung tâm Thể thao Olympic Trùng Khánh (giản thể: 重庆奥林匹克体育中心; phồn thể: 重慶奧林匹克體育中心) là một khu liên hợp thể thao ở Trùng Khánh, Trung Quốc. Khu liên hợp bao gồm một sân vận động đa năng có tên gọi là Sân vận động Trung tâm Thể thao Olympic Trùng Khánh, có sức chứa 58.680 chỗ ngồi.
Đây là sân nhà của Câu lạc bộ bóng đá Trùng Khánh Đương Đại Lực Phàm thuộc Giải bóng đá ngoại hạng Trung Quốc. Sân được xây dựng vào năm 2004.
Sân vận động cũng được sử dụng cho các buổi hòa nhạc. Mariah Carey bắt đầu chuyến lưu diễn The Elusive Chanteuse Show ở Trung Quốc tại sân vận động này vào ngày 15 tháng 10 năm 2014.

## Giao thông
Sân vận động được kết nối với ga Trung tâm Thể thao Olympic thuộc Tuyến vòng tròn của Tàu điện ngầm Trùng Khánh.